# Nicolas Lalleman
 (mai 2019).
Nicolas Lalleman, né le 22 juin 1764 à Vire et mort le Laval en octobre 1814, est un poète satirique français.

## Histoire
Nicolas Lalleman a fait ses humanités au collège de Vire et sa seconde année de philosophie à l'université de Caen. Ayant acquis une connaissance profonde du latin, il se fait remarquer par son heureuse facilité à versifier en cette langue. De retour à Vire, il étudie la médecine avant d’entrer dans la Marine royale en 1786. Après quelques campagnes en Inde et dans les mers d’Asie et d’Amérique, il est nommé chirurgien-major du 7e bataillon des volontaires du Calvados, puis de la 141e et de la 90e. Il participe aux campagnes de Vendée, Bretagne, Indes occidentales, Corse et à l’armée d'Italie. Revenu à Vire après s’être cassé la cuisse dans une chute de cheval, il rejoint néanmoins son bataillon aux Antilles avant que sa blessure mal soignée ne l’oblige à revenir en France vers la fin de 1795. Il passe les années 1798 et  1799 en Corse puis dans l’armée d’Italie avant de solliciter une retraite qui lui est accordée en septembre 1801. Lalleman avait conçu en 1794 l’idée de La Campênade, poème héroï-comique sur la guerre des Chouans dont le personnage principal se nomme Campène, qu’il avait retouché et complété en 1795. Après avoir publié en 1811 un petit poème latin intitulé la Foire d'Étouvy, il est immédiatement choisi pour enseigner la rhétorique au Lycée de Laval. Il s’engage dans les études nécessaires à la chaire qui est confiée avec une ardeur qui altère sa santé, qu’il espère rétablir par un séjour à Vire en septembre 1814, mais qui a néanmoins raison de lui dès son retour à Laval.
Les Chouans sont sous vos murs : déjà ces Vespasiens
Dévorent de leurs yeux vos substances, vos biens,
Quoi ! ces fripons viendraient sans honte et sans pitié,
Enlever de vos bras votre chère moitié ?
Ils viendraient à la pointe, au fil de leur épée,
Vous manger sous le nez votre soupe trempée ?
Ne souffrez pas Virois, ces outrages sanglants ;
Ils viennent : repoussez ces félons insolents.
Défendez vos foyers, vos femmes, vos andouilles,
Vos oignons, vos choux-verts, vos navets, vos citrouilles.
Laissez jusqu’au retour les tripes, les crétons
Quand l’ennemi nous presse, au diable les gueultons.
Allez, courez, volez, que rien ne vous arrête,
Frappez, écarbouillez, éreintez, épiautez,
Étreulez, émeultez, éventrez, étripez !

## Œuvres
- La Campênade, poème héroi-comi-burlesque, suivi de la foire d'Etouvy, Poésies diverses et Le rendez-vous du depart, comédie en deux actes, Précédé d'une notice sur sa vie, Vire, Adam, 1820.
- Traduction en vers français (vaudevilles et déclamation) du poëme latin de M. Lalleman, ayant pour titre « Ituvienses nundinae » (la foire d'Étouvi), avec le texte latin, suivie de poésies fugitives, Trad. G. Gosselin, Vire, Adam fils, 1841.

## Pour approfondir